# 断穗狗尾草
断穗狗尾草（学名：Setaria arenaria）为禾本科狗尾草属下的一个种。

## 扩展阅读
- 維基物種上的相關：断穗狗尾草